# Karin Stüwe
Karin Stüwe va ser una ciclista alemanya que va representar a la República Democràtica Alemanya. Va guanyar una medalla de bronze en Velocitat als Campionats del món en pista de 1965 per darrere de les soviètiques Valentina Sàvina i Galina Iermolàieva.

## Palmarès
- 1961
  - Campiona de la RDA en 500 metres contrarellotge
- 1962
  - Campiona de la RDA en 500 metres contrarellotge
- 1963
  - Campiona de la RDA en 500 metres contrarellotge